# ビスマノール
ビスマノール(Bismanol)は、アメリカ国防省海軍兵器研究所が開発したビスマスとマンガンの合金である。

## 歴史
ビスマス化マンガンの粉末冶金により作られる永久磁石のビスマノールは、1950年代初頭にアメリカ国防省海軍兵器研究所により作られた。開発時点で、約3000エルステッドと最も保磁力の高い磁石であった。1950年代中盤には、保磁力は3650、磁束密度は4800に達した。強度が高く、衝撃や振動に安定であるが、砕けやすい。通常の状態でゆっくり腐食する。小さな電気モーター用の永久磁石の製造に用いられる。
ビスマノールの磁石は、より安価で優れたネオジム磁石に代替された。より重要な用途には、サマリウムコバルト磁石やアルニコ磁石が用いられる。